# روسنوفو، استان دوبریچ
روسنوفو (به بلغاری: Rosenovo) روستایی در بلغارستان است که در شهرستان دوبریچکا واقع شده‌است.